# Vestas
Vestas Wind Systems — данська компанія, що виробляє, продає, встановлює та обслуговує вітрові турбіни. Компанія є найбільшим у світі виробником вітрових турбін. Останнім часом через зростання конкуренції її доля в глобальному ринку зменшилася з 28 % в 2007-му до 12,5 % в 2009 році. Фірма має відділи в Данії, Німеччині, Індії, Італії, Великій Британії, Іспанії, Швеції, Норвегії, Австралії, Китаї та США, кількість її працівників сягає понад 20 тисяч осіб у всьому світі. З початку 1980 року і до 2004 року данська «Vestas Danich Wind Technology» встановила приблизно 11 000 вітроелектростанцій по всьому світу.

## Історія
Vestas веде своє коріння до 1898 року, коли Хенд Сміт Хансен купив ковальську майстерню в Лем, Західна Ютландія, яка працювала як сімейний бізнес. Після Другої світової війни Vestas був заснований у 1945 році його сином Педером Хансеном як «Vestjysk Stålteknik A / S» (західно-ютландська сталева технологія). Спочатку компанія виготовляла побутову техніку, перенісши основну увагу на сільськогосподарське обладнання в 1950 році, інтеркулери в 1956 році та гідравлічні крани в 1968 році. Вона увійшла в галузь вітрогенераторів у 1979 році й виробляла вітрогенератори виключно з 1989 року. У 1997 році компанія випустила у виробництво NTK 1500/60. Продукт був розроблений Тимоті Якобом Йенсеном і отримав німецьку премію IF та премію Red Dot. Північноамериканська штаб-квартира компанії була перенесена в 2002 році з Палм-Спрінгз, штат Каліфорнія, в Портленд, штат Орегон.
У 2003 році компанія об'єдналася з данським виробником вітрогенераторів NEG Micon, щоб створити найбільшого у світі виробника вітрогенераторів під знаком Vestas Wind Systems. Після спаду продажів та операційних збитків у 2005 Vestas відновився у 2006 році. З часткою ринку 28 % та збільшив виробництво, хоча частка ринку зменшилась між 12,5 % та 14 %.
«Вестас» розпочав програму інформування у 2007 році серед перших у Данії.
1 грудня 2008 року «Вестас» оголосив про плани розширити свою штаб-квартиру в Північній Америці в Портленді шляхом будівництва нової будівлі площею 600 000 квадратних футів (56 000 м2), однак цей план був розкритий у 2009 році через економічний спад, а в серпні 2010 року компанія оголосив переглянутий план, зменшений до масштабу, розширення штаб-квартири в Портленді шляхом реконструкції існуючої, але пустуючої будівлі площею 172 000 кв. футів (16 000 м2) [17]. На той час Вестас працював близько 400 у Портленді та зобов'язувався додати принаймні ще 100 працівників там протягом п'яти років; нова будівля матиме місце до 600 робітників. У травні 2012 року компанія перенесла свої офіси в Портленді в нову будівлю штаб-квартири, відреставровану історичну будівлю.
У лютому 2009 року компанія оголосила про виробництво двох нових типів турбін, 3-мегаватних V112 і 1,8-мегаватних V100. Нові моделі мали бути доступні в 2010 році.
У липні 2009 року компанія Vestas оголосила, що виробничі операції на острові Уайт в Англії будуть закриті через відсутність попиту у Великій Британії, що зачепить там 525 робочих місць та 100 у Саутгемптоні. Близько 25 робітників заводу вітрогенераторів на острові зайняли адміністративні приміщення на знак протесту 20 липня 2009 року, вимагаючи націоналізації для збереження своїх робочих місць.
У серпні 2009 року компанія Vestas найняла понад 5000 додаткових робітників на свої нові заводи в Китаї, США та Іспанії. Компанія заявила, що «сильно розширюється в Китаї та США, оскільки ці ринки зростають найшвидше, на відміну від млявих темпів розвитку вітроелектростанцій у Великій Британії». В рамках цього поступового зміщення виробництва з Європи до Китаю та США, у жовтні 2010 року компанія оголосила, що закриває п'ять заводів у Данії та Швеції, втративши 3000 робочих місць.
У листопаді 2010 року Vestas припинив роботу 70-персонального консультативного відділу «Vestas Excellence», відповідального за забезпечення конкурентоспроможності, обслуговування постачальників, забезпечення якості та глобалізацію.
У січні 2012 року компанія запропонувала звільнити 1600 із своїх 3000 американських робітників, якщо США не продовжать 2,2 цента за кіловат-годину податковий кредит на виробництво, який був продовжений у 2013 році 13 серпня 2012 року, за оцінками, 90 працівників було звільнено з об'єкту Пуебло. На підлозі було покладено шість довгих кольорових ліній, що вели до виходу. Звільненим давали один із шести різнокольорових паперів, а потім доручали слідувати кольоровій лінії, яка відповідала кольоровому папері, який вони отримали. У 2013 році фабрика веж у Пуебло почала нарощувати до повного використання, оскільки замовлення відскочили після спаду 2012 року. Інші об'єкти в Колорадо включають ще 750 осіб, зайнятих на заводі з виробництва клинків у Віндзорі, штат Колорадо. Вестас має виробництво гондоли та клинка в Брайтоні, штат Колорадо, а також управляє вежею в місті Пуебло, штат Колорадо. Вестас заявив, що вирішив побудувати свої північноамериканські виробничі потужності в Колорадо через центральне розташування штату, розгалужену транспортну інфраструктуру та залізничну систему, існуючу виробничу базу та кваліфіковану робочу силу.
У травні 2013 року Маріка Фредрікссон стала новим виконавчим віце-президентом та фінансовим директором компанії після того, як її попередник Даг Андресен подав у відставку з особистих причин. Її стратегія полягає в тому, щоб повернути Vestas до більш високих доходів після значних збитків, з якими зіткнулася компанія: з 166 млн. Євро збитків у 2011 р. Та збільшених до 963 млн. Євро в 2012.
У вересні 2013 року Vestas створив спільне підприємство з морських вітрогенераторів з Mitsubishi Heavy Industries, створивши MHI-Vestas, включаючи Vestas V164 потужністю 7-9 МВт V164, найпотужнішу турбіну на Землі.
У жовтні 2013 року компанія Vestas продала свої чотири ливарні та два обробні заводи VTC Partners GmbH.
У травні 2014 року компанія Vestas оголосила, що додасть сотні робочих місць до своїх закладів у Колорадо в Віндзорі та Брайтоні, а після грубого 2012 року назвала 2013 рік одним із «найкращих років у історії». Вестас також додав співробітників у Пуебло і очікував, що башта в кінцевому підсумку перевищить 500. «Вестас» заявив, що до кінця 2014 року в Колорадо планується зайняти 2800 працівників. Станом на 2016 рік, Vestas має потужність виробництва гондоли в США 2,6 ГВт.
У березні 2015 року «Вестас» оголосив, що збільшить кількість робочих місць на 400 на своєму заводі з виготовлення клинків у Віндзорі, і заявив: «У нас був дуже успішний 2014 рік». У 2015 році майже половина всіх турбін Vestas йшла на американський ринок (майже 3 ГВт для США з 7,5 ГВт у всьому світі). Vestas має намір побудувати фабрику клинків в Індії в 2016 році.
У 2014 та 2015 роках 26 недобросовісних співробітників були зафіксовані за програмою компанії, що повідомила про порушення (перша в Данії), і були покарані.
У лютому 2016 року компанія Vestas отримала найбільше замовлення в 1000 МВт (278 x 3,6 МВт) для проекту Fosen поблизу Тронхейму в Норвегії. Це коштує 11 мільярдів датських крон і має доставляти 3,4 TWW на рік.
У 1 кварталі 2016 року середня ціна вітрогенератора становила 0,83 млн. Євро за МВт, порівняно з 0,91 роком раніше.
У 2016 році Вестас був визнаний номером 7 у списку Clean200.
У 2019 році компанія MHI-Vestas отримала судно для постачання та експлуатації для проекту офшорного вітру Deutsche Bucht, а ще два кораблі були заплановані для інших проектів.
У червні 2022 року, від часу повномасштабного вторгнення військ РФ до України, компанія розірвала інвестконтракт із Росією. Завод виконав план на 2022 рік і не мав контракту на 2023-й.

## Дослідження та розвиток
У 2009 році компанія Vestas витратила на дослідження та розробки 92 млн. Євро ($ 128 млн.), або 1,4 % доходу. Вона подала 787 патентів на вітрогенератори (227 у 2010 р.), Згідно з даними Управління інтелектуальної власності Великої Британії (UK-IPO) Electric має 666, а Siemens Wind Power — 242.
У жовтні 2009 року Vestas і QinetiQ заявили про успішне випробування лопаті вітрової турбіни, що пом'якшує ситуацію, що пом'якшує проблеми радіолокаційного відбиття для авіації.
У грудні 2010 року компанія Vestas розробляла офшорну турбіну V164 потужністю 7 МВт з діаметром ротора 164 м. Його прототипи були виготовлені на Lindø (колишній суднобудівний завод Maersk) завдяки розмірам, вимогам до крану та порту. Серійне виробництво гондол для 32 турбін (256 МВт) на прибережній вітроелектростанції Burbo Bank потужністю 90 МВт відбувається в Ліндо, тоді як лопаті виготовляються на об'єктах острова Уайт Вестаса в Англії. DONG Energy випробувала прототип у морі біля Фредеріксгавна у 2013 році вартістю 240 мільйонів датських крон. V164 був встановлений для випробувань на випробувальному полі вітрових турбін Østerild у 2014 році, згодом оновлений до більшої потужності.
У червні 2011 року суперкомп'ютер Vestas Firestorm зайняв 53-е місце у списку найпотужніших комп'ютерів у світі TOP500, що обчислює погоду в усьому світі в сітці 3х3 км, і забезпечує щоденні звіти про погоду в газеті Ekstra Bladet [та подібних цілей. У 2012 році Vestas передав старший 1344-ядерний суперкомп'ютер з 2008 року в Університет Ольборга.
У жовтні 2011 року Вестас брав участь у розгортанні плавучої вітряної турбіни в офшорах Португалії. Vestas поставив морську турбіну потужністю 2,0 МВт потужністю Windplus, S.A. (спільне підприємство, що включає Energias de Portugal, Repsol, Principle Power, A. Silva Matos, Inovcapital та Portugal Ventures). Система, відома як WindFloat, складається з напівзанурювального плаваючого фундаменту, звичайного швартового контактного ланцюга та вітрогенератора. Успішне розгортання являє собою першу офшорну багатомегаватну вітряну турбіну, яка буде встановлена без використання будь-якого важкого підйомника або спеціалізованого офшорного будівельного обладнання.
У 2012 році компанія Vestas скоротила масштаби та закрила деякі свої науково-дослідні відділення у Х'юстоні, Мальборо, Луїсвіллі, Китаї, Сінгапурі та Данії.
У серпні 2013 року компанія Vestas розпочала експлуатацію випробувального стенда на 20 мВт для гондол в Орхусі.
5 вересня 2013 р. Д-р Кріс Спрюс, старший інженер з виробництва продуктів, працював членом Науково-консультативної ради (SAB) для проекту кайт-енергетичних систем ERC HIGHWIND, проекту в KU Leuven, присвяченого дослідженню та розробці прив'язного зв'язку профілі, призначені для отримання енергії за допомогою повітряної енергії вітру (AWE).
У квітні 2016 року компанія Vestas встановила в Рисо випробувальну вітрогенераторну установку на квадроторі потужністю 900 кВт, виготовлену з 4 перероблених турбін V29 на 225 кВт. Перші три місяці тестування підтвердили теоретичні моделі. Vestas не має найближчих планів комерціалізації прототипу. Результати випробувань були опубліковані в 2019 році, що свідчить про менші витрати.
У вересні 2019 року компанія була оголошена головним партнером команди Mercedes-Benz EQ Formula E для їх дебютного сезону.